# 三木市立平田小学校

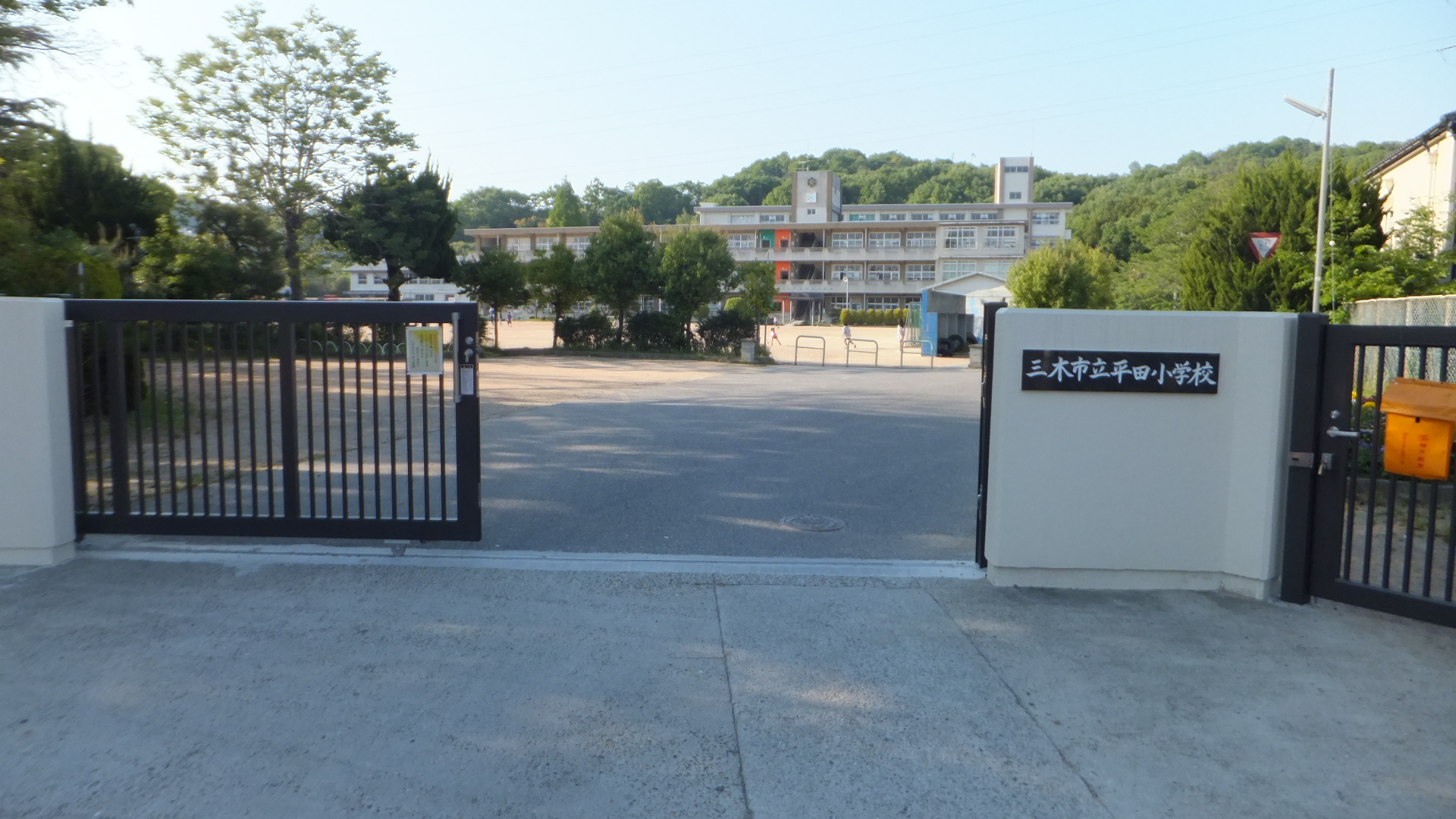
正門

三木市立平田小学校（みきしりつ ひらたしょうがっこう）は、兵庫県三木市平田にある公立小学校。

## 概要
- 大抵の小学校のクラスは1組・2組で振り分けているが、この学校では珍しく夢組・愛組（1年から3年までゆめぐみ・あいぐみ）でクラスが振り分けている。
- 二宮金次郎像がある。
- 児童数は300人程度。

## 沿革
- 1873年 - 学制により、寺子屋を廃止して、渓林校を設置。
- 1885年 - 学区改正により、三樹校に合併。
- 1893年 - 三木町立久留美組合学校。
- 1903年 - 久留美村立平田小学校。
- 1913年 - 平田尋常高等小学校になる。
- 1941年 - 国民学校令により、平田国民学校になる。
- 1947年 - 学制改革により、久留米村立平田小学校に戻る。
- 1951年 - 三木町と久留米村が合併し、三木町立平田小学校になる。
- 1954年 - 三木町が合併/市制し、三木市立平田小学校になる。
- 2002年 - 創立100周年。

## 通学区域
跡部、加佐、平田、大村、鳥町

## 進学先中学校
公立中学校は、三木市立三木中学校に進学

## 周辺

### 周辺の施設
- 三木市立平田幼稚園
- 兵庫県立三木高等学校
- 加佐西公民館
- 兵庫県三木警察署
- 三木市コミュニティスポーツセンター
- 大村病院
- 神戸電鉄粟生線大村駅
- 匠台

### 周辺の道路
- 兵庫県道23号三木宍粟線

## アクセス
- 神戸電鉄粟生線大村駅から徒歩5分

## 著名な出身者
- 清水誉 - プロ野球選手・阪神タイガース所属。
- 渡邊大門 - 歴史学者、株式会社歴史と文化の研究所代表取締役。
- 角野友基 - スノーボード選手

## 通学区域が隣接している学校
- 三木市立三木小学校
- 三木市立三樹小学校
- 三木市立別所小学校
- 小野市立市場小学校
- 小野市立小野東小学校
- 三木市立豊地小学校